# Cozy Powell
Cozy Powell, född Colin Trevor Flooks 29 december 1947 i Cirencester, Gloucestershire, England, död 5 april 1998, var en engelsk trummis. 
Han började sin karriär redan på 60-talet i The Ace Kefford Stand. Andra mera kända grupper var Rainbow, Black Sabbath, MSG och Whitesnake. Fler gästspel hade Powell hos till exempel Jeff Beck Group, Brian May, Yngwie Malmsteen och Gary Moore. Powell hann med fem soloalbum samt en samlingsskiva. 
Hans spelstil kan beskrivas som postmodern heavy metal och ett typiskt trumsolo av Powell var rudimentärt och enkelt att kopiera för noviser.

## Död
Cozy Powell avled 5 april 1998, efter en bilolycka, 50 år gammal. Powell körde en SAAB 9000 i drygt 170 km/h i dåligt väglag på M4 nära Bristol. Enligt rapporter från BBC hade Powell alkohol, som översteg lagliga gränser, i blodet. Han använde inte säkerhetsbälte och dessutom pratade han med sin flickvän på sin mobiltelefon.
Detta var något som verkligen berörde hans fans då Ritchie Blackmore och Cozy diskuterat en återförening av Rainbow med Rising-uppsättningen. Dessutom hade han strax före olyckan varit i studion för att spela in med Peter Green.

## Bandlista
Band i vilka Cozy Powell medverkat. Fet text indikerar solo-projekt.
- The Sorcerers (1967–1968)
- Youngblood (1968–1969)
- The Ace Kefford Stand (1969)
- Big Bertha (1969–1970)
- The Jeff Beck Group (1970–1972)
- Bedlam (1972–1973)
- Cozy Powell (1973–1974, 1979–1983, 1992)
- Cozy Powell's Hammer (1974, 1992–1993)
- Rainbow (1975–1980)
- Graham Bonnet & the Hooligans (1980–1981)
- Michael Schenker Group (1980–1982)
- Whitesnake (1982–1985)
- Emerson, Lake & Powell (1985–1986)
- Pete York/Cozy Powell (1987)
- Black Sabbath (1988–1991, 1994–1995)
- The Brian May Band (1991–1992, 1993–1994, 1998)
- Peter Green Splinter Group (1997–1998)
- Tipton, Entwistle and Powell (1997)
- Yngwie Malmsteen (1997)
- The Snakes (1998)